# 陳寵 (明朝)
陳寵，浙江平陽縣人，明朝政治人物、進士出身。

## 生平
洪武二十四年（1391年），登辛未科殿試三甲第十四名，後事無考。